# Crușovu, Olt
Crușovu este un sat în comuna Brastavățu din județul Olt, Oltenia, România.

## Istorie
Așa cum se precizează în lucrarea monografică "Județul Olt" editată în 1974, satul Crușov, sau Crușia, este menționat pentru prima dată la 20 mai 1388 într-un hrisov prin care Mircea cel Batrân dăruiește mănăstirii "Sfânta Treime" de la Călimănești și satul Crușov. Altă mențiune documentară datează din 6 septembrie 1598 și aparține lui Mihai Viteazul, în care se arată că printre cele 23 de sate cumpărate de domnitor la sud de Caracal se află și Crușovul.
Pana in 1830, Brastavatu a depins administrativ de Crusov, iar intre 1830-1928, cele doua s-au administrat pe cont propriu. In urma legii administrative din 1928, odata infiintatre primariilor de centru, Brastavatu s-a administrat singura, iar Crusovu a apartinut de Studinita. Dupa primul razboi mondial, primariile s-au transformat in Comitete Provizorii, iar din 1946, de cand au luat fiinta Sfaturile Populare, Crusovul a fost orondat comunei Brastavatu, situatie ramasa pana in prezent.

## Legende
Există o legendă care a circulat pînă în zilele noastre, că locuitorii satului Crușov s-au retras de pe locul unde este acum Brastavățu din cauza ciumei. Satul a fost înconjurat cu o brazdă adâncă trasă de doi bivoli și aceasta ar fi cauza nedezvoltării lui.
Pe cale orală s-a transmis din generație în generație, că moșiile care cuprind satele Crușovu și Brastavățu, ar fi aparținut unui general turc, Deșliu, a cărui fată se căsătorește cu comisul Costache Slătineanul, născut în 1789, care primește ca zestre aceste moșii.